# Thripinae
Sous-famille
Les Thripinae   sont une sous-famille d'insectes thysanoptères de la famille des Thripidae.
Cette sous-famille est la plus importante des quatre sous-familles qui composent la famille des Thripidae et comprend environ 1400 espèces en 150 genres.

## Liste des genres
Selon ITIS (14 août 2013) :
- genre Anaphothrips Uzel, 1895
- genre Anascirtothrips Bhatti, 1961
- genre Apterothrips Bagnall, 1908
- genre Aptinothrips Haliday, 1836
- genre Arorathrips Bhatti, 1990
- genre Arpediothrips Hood, 1927
- genre Asprothrips J. C. Crawford, 1938
- genre Aurantothrips Bhatti, 1978
- genre Baileyothrips Kono & O'Neill, 1964
- genre Baliothrips Uzel, 1895
- genre Belothrips Haliday, 1836
- genre Bolacothrips Uzel, 1895
- genre Bravothrips Johansen, 1966
- genre Bregmatothrips Hood, 1912
- genre Caprithrips Faure, 1933
- genre Catinathrips O'Neill, 1967
- genre Ceratothripoides Bagnall, 1918
- genre Ceratothrips Reuter, 1899
- genre Chaetanaphothrips Priesner, 1925
- genre Chaetisothrips Priesner, 1957
- genre Chilothrips Hood, 1916
- genre Chirothrips Haliday, 1836
- genre Ctenothrips Franklin, 1907
- genre Danothrips Bhatti, 1971
- genre Dendrothripoides Bagnall, 1923
- genre Dendrothrips Uzel, 1895
- genre Dichromothrips Priesner, 1932
- genre Drepanothrips Uzel, 1895
- genre Echinothrips Moulton, 1911
- genre Ethirothrips Karny, 1925
- genre Ewartithrips Nakahara, 1995
- genre Firmothrips Schliephake, 1972
- genre Frankliniella Karny, 1910
- genre Glaucothrips Karny, 1921
- genre Hemianaphothrips Priesner, 1925
- genre Iridothrips Priesner, 1940
- genre Kurtomathrips Moulton, 1927
- genre Leucothrips Reuter, 1904
- genre Limothrips Haliday, 1836
- genre Megalurothrips Bagnall, 1915
- genre Microcephalothrips Bagnall, 1926
- genre Mycterothrips Trybom, 1910
- genre Neohydatothrips John, 1929
- genre Nesothrips Kirkaldy, 1907
- genre Odontoanaphothrips Moulton, 1926
- genre Odontothrips Amyot & Serville, 1843
- genre Organothrips Hood, 1940
- genre Oxythrips Uzel, 1895
- genre Palmiothrips zur Strassen, 1965
- genre Pezothrips Karny, 1907
- genre Plesiothrips Hood, 1915
- genre Proscirtothrips Karny, 1921
- genre Prosopoanaphothrips Moulton, 1926
- genre Prosopothrips Uzel, 1895
- genre Pseudanaphothrips Karny, 1921
- genre Pseudothrips Hinds, 1902
- genre Psilothrips Hood, 1927
- genre Psydrothrips Palmer & Mound, 1985
- genre Rhamphothrips Karny, 1913
- genre Rhaphidothrips Uzel, 1895
- genre Rhipiphorothrips Morgan, 1913
- genre Salpingothrips Hood, 1935
- genre Scirtothrips Shull, 1909
- genre Scolothrips Hinds, 1902
- genre Sericopsothrips Hood, 1936
- genre Sericothrips Haliday, 1836
- genre Synaptothrips Trybom, 1910
- genre Taeniothrips Amyot & Serville, 1843
- genre Tameothrips Bhatti, 1978
- genre Tenothrips Bhatti, 1967
- genre Thrips Linnaeus, 1758
- genre Tmetothrips Amyot & Serville, 1843
- genre Toxonothrips Moulton, 1927
- genre Trichromothrips Priesner, 1930
- genre Xerothrips Nakahara, 1996
- genre Zonothrips Priesner, 1926

Selon NCBI (14 août 2013) :